# 西武501系電車
西武501系電車（せいぶ501けいでんしゃ）は、かつて西武鉄道に在籍した通勤形電車。
西武鉄道において「501系」を称した車両は過去2系列存在するが、本項では初代に相当する戦後初の新型車両である17 m級半鋼製車体の初期車、およびその増備車である20 m級全鋼製車体の後期車について扱う。趣味誌上などにおいては、前者および前者・後者が混在していた時期の本系列を初代、後年の編成替えによって20 m車で統一・再編されて以降の本系列を2代と、それぞれ区分して扱う場合もある。

## 概要
戦後、日本国有鉄道（国鉄）より譲り受けた老朽木造車や戦災国電の鋼体化車両・復旧車両（クモハ311形・クハ1311形・クハ1411形）の大量導入によって復興期の輸送力増強に充当していた西武鉄道であったが、それらが一段落した1953年（昭和28年）頃より自社独自設計の車両の新製が計画された。こうして、戦後の西武鉄道すなわち武蔵野鉄道・（旧）西武鉄道が合併して誕生した（新）西武鉄道初の新型車両として、翌1954年（昭和29年）7月に第一編成が復興社所澤車両工場（後の西武所沢車両工場）で落成したのが本系列である。なお、竣工当時本系列は西武社内において「ユネスコ電車」の愛称で呼ばれたものの、一般には浸透せず社内でもいつしか死語となった。
本系列はモハ501形(Mc)-サハ1501形(T)-サハ1501形(T)-モハ501形(Mc)からなる4連で編成され、519編成までの初期落成分では編成両端の電動車（モハ）が17 m級車体、中間付随車（サハ）が20 m級車体と車体長が不揃いであったが、1957年（昭和32年）に落成した521編成以降では電動車・中間付随車ともに20 m車体で統一され、全鋼製車体に設計変更されて落成した。後年501 - 519編成も20 m車体で統一されることとなるが、詳細は後述する。

## 仕様
1954年（昭和29年）7月から1956年（昭和31年）9月にかけて新製されたモハ501 - 520（初代）・サハ1501 - 1520が初期車グループに、1957年（昭和32年）8月から1959年（昭和34年）7月にかけて新製されたモハ501 - 520（2代）・521 - 530・サハ1521 - 1530が後期車グループにそれぞれ属する。
なお、モハ501 - 506（初代）・サハ1501・1502・1507 - 1520は木造車（国鉄より払い下げを受けたモハ1形等）の鋼体化名義、モハ501 - 504（2代）は従来車の車体大型化改造名義でそれぞれ新製されている。

### 車体

#### 初期車
前述のように電動車（モハ）が17 m級車体、中間付随車（サハ）が20 m級車体と車体長こそ異なっているものの、いずれも屋根板および内装部分が木造とされた片側3扉構造の半鋼製車体である。モハはモハ311形と、サハはクハ1411形とそれぞれ外観上の類似点を多く有するが、窓上下の補強帯（ウィンドウシル・ヘッダー）が内部に埋め込まれてノーシル・ノーヘッダー構造となったことが主な相違点である。
モハの前面形状は当時の流行を取り入れる形で、国鉄80系電車に端を発する湘南型デザインが採用された。すなわち、前面を縦横中央部で折り曲げて後退角を設け、左右2枚の前面窓と中央上部に埋め込み式前照灯を備えるもので、各社に多数存在した湘南型の亜流デザインを採用した車両の中でも、本系列のそれは比較的オリジナルに忠実な設計とされている。ただし、標識灯が露出型の引っ掛け式とされた点や、オリジナルデザインでは前面向かって左側窓上に存在する運行番号表示窓に相当する設備がない点が異なる印象を与えていた。また、前面窓下中央部には行先種別表示板受けが設置されている。
この前面形状は前面窓を連続窓風に改めた551系、前面行先表示幕設置に伴い前照灯を腰部に移設し同部分にステンレス製の飾り板を設けた701系といった具合に後継形式にもアレンジを加えつつ脈々と受け継がれ、1984年（昭和59年）から1987年（昭和62年）にかけて新製された3000系まで、実に30年以上にわたって西武の通勤形車両の標準仕様であり続けた。
客用扉は1,100 mm幅の片開扉で、扉窓がHゴム固定とされたプレス扉である。側窓は鋼製サッシの二段上昇窓で、戸袋窓は開閉可能窓に合わせた二段窓形状である。窓配置はモハがd1D4D4D2（d：乗務員扉, D：客用扉）、サハが2D5D5D2と、車体長の差異からサハは扉間の窓が1枚ずつ多いほか、各部吹き寄せ寸法も両者で異なる。連結面は切妻構造で、800 mm幅の貫通路と貫通扉を有する。ベンチレーターはガーランド形を採用し、モハは5個、サハは7個搭載する。また、車内換気装置としてファンデリアが設置されたことから、ファンデリア直上のベンチレーター（1両あたり2個）は大型の特殊形状のものとされている。
車内はロングシート仕様で、床面および壁面は木製である。内装は壁面がピンク系塗装塗り潰し、シートモケットは深紅色と当時の国鉄の特別二等車（特ロ）と同様のカラースキームを採用し、運用開始当初は特別料金を必要とする車両と勘違いされたというエピソードが残る。また、車内放送装置と蛍光灯照明を西武の車両として初めて採用し、前述のように車内換気装置としてファンデリアを1両あたり2基搭載した。
501 - 509編成は同一形態で新製されたが、1956年（昭和31年）に増備された511編成より屋根および雨樋が鋼製化され、屋根の仕上げもキャンバス張りからビニール張りに変更された。鋼製雨樋は木製のものに比べて上下寸法が細く、設置位置も若干低くされたこととあいまって、従来車とは異なる印象を与えるものであった。

#### 後期車
1957年（昭和32年）に増備された521編成よりモハも20 m級車体となり、編成されるサハ（1521以降）ともども全鋼製車体に設計変更された。同時に床面高さが1,160 mmと初期車グループよりも40 mm低くされたほか、屋根部曲面の断面形状も異なっており、初期車グループと比較すると屋根が薄く平たくなった印象を受ける。屋根の仕上げはモハ511（初代）・サハ1511以降同様ビニール張りである。ベンチレーターは初期車グループ同様ガーランド形を搭載し、ファンデリア直上のベンチレーター（1両あたり2個）が大型の特殊形状のものとされていることも初期車グループに準じている。
客用扉は1,100 mm幅の片開扉であるが、初期車グループと異なりプレス補強のない扉を装備する。側窓は初期車グループ同様二段上昇窓ながら、窓枠がアルミサッシ化されたほか、上下段の窓開口部比率が1:1に改められ、戸袋窓もHゴム固定の一枚窓となった。窓配置はモハが20 m級車体となったことに伴いd1D5D5D2（d：乗務員扉, D：客用扉）と変化し、サハは初期車グループと同様である。また、連結面貫通路が1,200 mm幅の広幅貫通路となり、貫通扉は撤去された。
車内は床がグレーのロンリューム貼りとなり、壁面は初期車グループ同様ピンク系塗り潰しながら、壁材が鋼板に変更されている。その他、シートモケット色や手すり・網棚形状等は初期車グループの仕様を踏襲している。

### 主要機器
当時の流行や最先端の技術を惜しみなく投入した車体周りとは対照的に、主要機器は国鉄からの払い下げ品で占められた。もっとも、それら払い下げ品や自社ストック品の中でも比較的高級品を選別して搭載しており、新型車両としての体裁は一応整えられている。
主電動機は鉄道省制式のMT30を搭載する。これは当時西武が保有した主電動機では最も高出力のものであり、本系列の新製に際しては自社ストック品のほか、モハ311形に搭載されていたものを転用するなどして所要数を確保している。
制御器はこちらも国鉄制式の電空カム軸式CS5を搭載し、界磁接触器CS9との組み合わせで弱め界磁制御を行う。弱め界磁制御を取り入れたのは西武では本系列が初のことであり、MT30主電動機の高出力と相まって、最晩年まで本系列が後継のカルダン駆動車各系列に伍して第一線で運用され続けた要因ともなった。
制動装置はA弁を使用したAMA/ATA自動空気ブレーキで、車体側に1両あたり1基搭載されたブレーキシリンダーを介して前後台車の計4軸の制動を動作させる、古典的なブレーキワークが採用された。後年長大編成化に対応して電磁弁を追加し、AMAE/ATAE電磁自動空気ブレーキに改良された。
台車はモハ501 - 510（初代）がモハ251形（初代）より転用した梅鉢車輛（後の帝國車輛工業）製ペンシルバニア形ペデスタル式台車TR25A、モハ511 - 516（初代）が鉄道省制式TR25(DT12)、モハ517 - 520（初代）が鉄道省制式釣り合い梁式台車TR22(DT11)をそれぞれ装備する。サハは全車TR11系台車を装備した。一部台車はコロ軸受（ローラーベアリング）仕様であったものの、大半は平軸受（プレーンベアリング）仕様のままとされたが、後年の改造によって全台車コロ軸受化されている。
なお、初期車グループでは電動空気圧縮機 (CP)および電動発電機 (MG)といった補機類もモハへ集中搭載したため、電気的にはモハのみの単独走行も可能な仕様となっていた。
後期車グループも主要機器の仕様は同一であったが、モハの台車が全車TR22(DT11)で統一された点が異なる。サハは初期車グループ同様、全車TR11系を装備した。また、CPおよびMGがサハへ搭載されて自重の均等化を図ったため、初期車グループとは異なりモハ単独での走行は不可能となった。

## 導入後の変遷

### 20 m車へ統一、形式再編
前述のように501 - 519編成はモハが17 m級車体であったことから、これを521編成以降と同様20 m級車体のモハを新製して置き換えることとなり、1958年（昭和33年）8月よりモハ501 - 520（2代）が順次新製されて編成替えが行われた。
代替新製された20両の電動車は後期車であるモハ521 - 530とほぼ同一仕様とされたが、屋根がビニール張りから塗装仕上げに変更されて外観に差異が生じたほか、主要機器を初代から流用した関係で一部の車両は台車が異なる。
また、これら代替新製された電動車に組み込まれることとなったサハ1501 - 1520は半鋼製車であり、床面高さが全鋼製車と異なっていたことから、編成替えに際して連結面貫通路の広幅化のほか、貫通路高さの調整を施工している。加えて、サハ1521 - 1530同様にCPおよびMGが新たに搭載され、仕様の統一が図られた。
こうして本系列は20 m車で統一されたが、初期車と後期車では車体断面形状や床面高さ・側面窓形状等に差異を有することから、混結編成の501 - 520編成と後期車のみで編成された521 - 530編成を比較すると、編成美という観点では前者は一段見劣りするものであった。
なお、連結相手のサハと主要機器・車番をモハ501 - 520（2代）に提供したモハ501 - 520（初代）は、モハ311形等から捻出したMT15系主電動機およびCS5制御器を搭載してモハ411形（初代）411 - 430と改称・改番された。
モハ411形（初代）と改称・改番されて以降のモハ501 - 520（初代）の動向については西武351系電車項目を参照されたい。

### 空気ばね台車の採用
西武では1959年（昭和34年）2月より、401系（初代）モハ401・402においてTR25台車の枕ばねを空気ばねに改造した試作台車の実用試験を実施し、その実績を反映する形で本系列のモハが装備するTR25・25A台車の空気ばね化改造が1961年（昭和36年）から開始された。
改造内容はTR25・25A台車に装備されている枕ばね（4連板ばね）を撤去し、当該部分にベローズ式空気ばねを設置するもので、同時にボルスタアンカーも新設された。なお、この台車改造に際してはモハの一部で台車の振り替えが実施され、さらに予備品のDT13に同様の改造を施工して装備したものや、401系（初代）の廃車に伴って発生した台車を流用したものもあり、最終的に各車の装備する台車は以下の通りとなった。
台車一覧
| 台車形式    | 車番                   |
| 梅鉢TR25A改 | モハ501 - 510          |
| TR25改      | モハ513 - 515          |
| DT13改      | モハ511・512・516・517 |
| TR22        | モハ518 - 530          |

これら台車改造は乗り心地の大幅な改善に寄与し、401系（初代）を例外とすれば、1967年（昭和42年）から新製された801系の登場まで唯一の空気ばね台車を装備した車両であった。また、空気ばね台車を装備した車両は側面中央部の戸閉表示灯直下に空気ばね故障知らせ灯が追加され、外観上の特徴となっていた。

### 伝説の2M4T編成
1960年代は高度経済成長に伴うラッシュ時の爆発的な利用客増加対策に鉄道会社各社は追われていたが、西武もまたその例外ではなかった。前述のように本系列が他系列と比較して高速性能に余裕を有していたことに着目した西武は、性能的余裕を活用する形で本系列に新たにサハ2両を組み込み、より安価に輸送力増強を図ることを計画した。こうして1962年（昭和37年）に新製されたのがサハ1551形1563 - 1572であり、これらを521 - 530編成に各2両ずつ組み込んで、後の趣味誌等において「伝説」と称された2M4T編成が5編成誕生した。都市部の高密度ダイヤで運行される高速鉄道におけるMT比1:2の編成は当時としては非常に特異な例であった。
しかし、実際に運用を開始すると編成出力が著しく低下したことによる加速性能、特に起動加速の劣化が到底看過し得ない程度のものであるということが明らかとなった。肝心のラッシュ時の運用においては遅延の要因となって乗務員から不評を買う結果となり、結局1968年（昭和43年）に編成を解消し、521 - 530編成は本系列のみの4連に戻されている。
なお、編成を解除された後のサハ1563 - 1572は半数が電動車化され、新たに551系の中間車として転用された。

### その他改造等
1964年（昭和39年）1月に制御電動車(Mc)の形式記号がモハからクモハへ一斉変更されたことを受け、本系列の制御電動車もクモハ501 - 530と改称された。
その後、初期車グループに属するサハ1501 - 1510の屋根周りを中心とした木部の老朽化が著しくなったことから、1969年（昭和44年）から修繕工事が施工された。後に対象は本系列全車におよび、工事内容は以下の通りである。
- 屋根部を中心に木部の修繕
- 屋根部ビニールの撤去・塗装仕上げ化
- 雨樋の鋼製化
- 側窓のアルミサッシ化（側窓枠下段のみ）
- 車内座席下蹴込み板のステンレス化
- サハ1501形偶数車の飯能・西武新宿寄り車端部に両開き貫通扉を新設

その他、車内送風機の扇風機化、先頭車前面窓内側に行先表示幕の新設、ATSの整備および列車無線の搭載等が実施されたが、前照灯のシールドビーム化は本系列に対しては施工されなかった。

### 晩年
前述のように各部に手を入れられつつ、本系列は第一線で運用され続けた。主電動機出力の余裕を生かし、西武秩父線開業以後は休日のハイキング急行（現在の快速急行の前身）運用にも数多く充当された実績を持つ。しかし、101系の大量増備に伴って従来車の代替が進行すると、比較的車齢の高い本系列も修繕工事施工から日が浅かったにもかかわらず同系列による代替対象となった。311系および371系の淘汰が完了した後、かつて同一形式であった351系（元モハ501 - 520初代）と同時進行で淘汰が開始された。
伊豆箱根鉄道へ貸与されるため1975年（昭和50年）2月に529編成が運用離脱したことを皮切りに順次廃車が進行し、1980年（昭和55年）3月限りで全車運用を離脱、形式消滅した。

## 譲渡車両
廃車後、本系列60両中計31両が地方私鉄へ譲渡された。編成単位で譲渡されたものはいずれも3両編成に短縮した上で譲渡されており、譲渡に際して中間サハの差し替えを行った編成も存在する。しかし、車齢が35年を経過した1980年代後半以降は譲渡先でも代替廃車が相次ぎ、2010年（平成22年）9月時点で現存する車両は大井川鉄道（現・大井川鐵道）へ譲渡され、客車化改造を施工された初期車グループのサハ2両のみであり、先頭車および後期車グループのサハについては既に全車廃車、解体されている。
なお、本系列の解体発生品である空気ばね台車およびMT30主電動機は、本系列のTR22台車を装備した車両の譲渡に際して振り替えに用いられたほか、451系の上信電鉄向け譲渡車両にも転用された。

### 総武流山電鉄
1979年（昭和54年）から1981年（昭和56年）にかけて、総武流山電鉄（現・流鉄）へ509・511・515・523の各編成が順次譲渡された。509・511編成は偶数サハを、523編成は奇数サハをそれぞれ編成より外し、515編成は西武在籍当時に編成を組んだサハ2両が後述のように他社へ譲渡されたため527編成からサハ1527を組み込む形で、3両編成化された上で譲渡されている。また、クモハ523・524は譲渡に際して台車を空気ばね台車に交換している。
譲渡された4編成は1編成ごとに異なる塗装と愛称を与えられ、同社総武流山線の主力車両として運用されたが、老朽化に伴って1995年（平成7年）から1999年（平成11年）にかけて全車廃車となった。

### 伊豆箱根鉄道
伊豆箱根鉄道への入線は前述1975年（昭和50年）2月の529編成が最初であるが、これは事故に伴う車両不足解消名目の貸与であった。その後1977年（昭和52年）に521編成、1979年（昭和54年）に527編成がそれぞれ譲渡され、1975年（昭和50年）10月に正式譲渡された529編成と合わせて3編成が同社駿豆線へ入線した。導入に際しては521・529編成は4両編成のまま入線してサハ1522・1530を編成から外し、527編成は先頭車のみが譲渡されてサハ1522を組み込む形で、それぞれ3両編成化されている。
入線後は台車の交換（DT17もしくはDT20）・空気ブレーキの電気指令化（HRD-1化）など手を加えられつつ運用されたが、非冷房車であることがネックとなり、1987年（昭和62年）から1990年（平成2年）にかけて全車廃車となった。なお、サハ1530は同社従来車モハ52・53の中間車として運用された後、編成相手の廃車に伴って1982年（昭和57年）9月に廃車解体されている。

### 大井川鉄道
1978年（昭和53年）にサハ1515・1516の2両が大井川鉄道へ譲渡された。同2両は客車へ改造され、サハ1516はお座敷客車（ナロ80形）へ、サハ1515は展望客車（スイテ82形）へそれぞれ大改造を受けて竣工した。
2010年（平成22年）9月現在、本系列で唯一車籍を有する現役車両であるものの、前述のように大改造が施工されているため原形はほとんど残っていない。

### 三岐鉄道
三岐鉄道には505編成が1977年（昭和52年）に譲渡された。譲渡に際してはサハ1506を編成から外して3両編成化されたほか、主電動機をMT15系に、電動車の台車をTR14Aにそれぞれ交換した上で入線している。その後、サハ1505が木部の著しい老朽化が原因で1980年（昭和55年）3月に廃車となったため、サハ1523を譲渡しサハ1505（2代）とした。
1980年（昭和55年）8月には525編成がサハ1526を外した3両編成で譲渡された。主電動機および台車の交換が施工されたのは505編成と同様であるが、こちらは譲渡時に前照灯のシールドビーム2灯化が施工された点が異なる。
その後、冷房車の増備に伴って1990年（平成2年）に505編成が、1995年（平成7年）8月には525編成がそれぞれ廃車となり、形式消滅した。